# Phaonia feavivivida
Phaonia feavivivida este o specie de muște din genul Phaonia, familia Muscidae, descrisă de Xue și Cao în anul 1989. Conform Catalogue of Life specia Phaonia feavivivida nu are subspecii cunoscute.